# Pablo Rosso
Pour les articles homonymes, voir Rosso.
Pablo Rosso (né le 22 avril 1961 à Córdoba) est un directeur de la photographie argentin.

## Biographie
Pablo Rosso fait ses études à l'école d'arts appliqués Lino Enea Spilimbergo de Córdoba et en sort diplômé en photographie en 1980. Il part ensuite pour l'Espagne et travaille comme photographe pour plusieurs magazines. En 1984 et 1985, il s'établit à Londres où il travaille comme chef opérateur pour Spanish International Network avant de retourner en Espagne pour être directeur de la photographie tout d'abord pour la télévision puis pour le cinéma. Il participe principalement à la réalisation de plusieurs films d'horreur, notamment les quatre films de la saga REC, faisant une brève apparition comme acteur dans les deux premiers opus.

## Filmographie
- 2002 : Les Enfants d'Abraham, de Paco Plaza
- 2004 : Saint Ange, de Pascal Laugier
- 2004 : Frío sol de invierno, de Pablo Malo
- 2006 : À louer, de Jaume Balagueró
- 2007 : REC, de Jaume Balagueró et Paco Plaza
- 2009 : REC 2, de Jaume Balagueró et Paco Plaza
- 2011 : Malveillance, de Jaume Balagueró
- 2012 : REC 3 Génesis, de Paco Plaza
- 2014 : REC Apocalypse, de Jaume Balagueró
- 2017 : Verónica de Paco Plaza
- 2017 : Muse (Musa), de Jaume Balagueró
- 2019 : Eye for an Eye (Quien a hierro mata) de Paco Plaza
- 2021 : Veneciafrenia d'Álex de la Iglesia
- 2022 : Venus de Jaume Balagueró
- 2026 : Return to Silent Hill de Christophe Gans